# RFA Tiderace (A137)
El RFA Tiderace (A137) es un buque tanque de la Royal Fleet Auxiliary (RFA) comisionado en 2018. Es la segunda unidad de la clase Tide construida en Corea del Sur.

## Construcción y características
Construido por Daewoo Shipbuilding Marine Engineering de Geoje, Corea del Sur, fue entregado en 2018.